# 台安県
台安県（たいあん-けん）は中華人民共和国遼寧省鞍山市に位置する県。

## 歴史
1914年（民国3年）、遼中県及び鎮安県の一部に新設された。

## 行政区画
4街道弁事処、10鎮を管轄する。
- 街道弁事所：八角台街道、台東街道、台南街道、台北街道
- 鎮：西仏鎮、新開河鎮、黄沙坨鎮、高力房鎮、桑林鎮、富家鎮、達牛鎮、韭菜台鎮、新台鎮、桓洞鎮

## 交通

### 鉄道
- 中国国家鉄路集団
  - 京哈線
    - 台安駅

### 道路
- 高速道路
  -  京哈高速道路
- 国道
  -  G102国道

## 観光地
- 張学良記念館（桑林鎮）

## 出身人物
- 張学良 - 中華民国の軍人。奉天派指導者の張作霖の子。西安事変を起こした。
- 張景恵 - 中華民国・満洲国の軍人・政治家。奉天派。満洲国国務総理大臣。
- 于芷山 - 中華民国・満洲国の軍人。奉天派。満洲国軍政大臣（後に治安大臣）。
- 蕭向前 - 中華人民共和国の外交官。日中国交正常化で活躍。
- 張徳江 - 中華人民共和国の政治家。国務院副総理。